# Змееяды
Змеея́ды (лат. Circaetinae) — подсемейство ястребиных птиц из отряда ястребообразных. В него входят виды от средних до очень крупных размеров, с широкими крыльями и крупной головой. Большинство видов охотится на змей и ящериц, в то время как орёл-скоморох (Terathopius ecaudatus) питается широким спектром позвоночных и не брезгует падалью. Особое место в подсемействе из-за своих размеров и поведения занимает гарпия-обезьяноед (Pithecophaga jefferyi). Его принадлежность к подсемейству змееядов была установлена только в результате новейших молекулярно-генетических исследований. Все виды подсемейства обитают в умеренных и тёплых широтах Старого Света.

## Роды и виды
- Род Terathopius — орлы-скоморохи
  - Terathopius ecaudatus — орёл-скоморох
- Род Circaetus — настоящие змееяды
  - Circaetus beaudouini
  - Circaetus cinerascens — Полосатый змееяд
  - Circaetus cinereus — Бурый змееяд
  - Circaetus fasciolatus — Серогрудый змееяд
  - Circaetus gallicus — Обыкновенный змееяд
  - Circaetus pectoralis — чёрный змееяд
- Род Dryotriorchis Shelley, 1874 — Конголезские змееяды
  - Dryotriorchis spectabilis (Schlegel, 1863) — Конголезский змееяд
- Род Spilornis — Хохлатые змееяды
  - Spilornis cheela — хохлатый змееяд
  - Spilornis elgini — андаманский хохлатый змееяд
  - Spilornis holospilus — филиппинский хохлатый змееяд
  - Spilornis kinabaluensis — борнейский хохлатый змееяд
  - Spilornis klossi — никобарский хохлатый змееяд
  - Spilornis rufipectus — сулавесский змееяд
- Род Eutriorchis — мадагасарские змееяды
  - Eutriorchis astur — мадагаскарский змееяд
- Род Pithecophaga — обезьяноеды
  - Pithecophaga jefferyi — гарпия-обезьяноед